# Mario Party: Island Tour
Mario Party: Island Tour (japonsky マリオパーティ アイランドツアー, Mario pátí airando cuá) je párty videohra ze série Mario Party, určená pro herní konzoli Nintendo 3DS. Byla vydána v roce 2013 (v Severní Americe) a v roce 2014 (ve zbytku světa). 

## Popis
Mario Party: Island Tour je založená na herních plochách, podobným plochám ze stolních her. I hraní těchto her je podobné stolním hrám (házení kostkou). Celkově je ve hře sedm těchto herních ploch. Tyto hry jsou doplněny minihrami. 
Hra obsahuje také virtuální realitu a podporuje funkci StreetPass.